# Miroslav Téra
Miroslav Téra (* 7. února 1948) byl český a československý politik, po sametové revoluci poslanec Sněmovny lidu Federálního shromáždění za ČSL, později za menší pravicové formace (Liberálně demokratická strana a Křesťanskodemokratická strana). V 90. letech náměstek ministra financí za ODA.

## Biografie
Profesně je k roku 1990 uváděn jako vedoucí provozní ekonom podniku JUTA, bytem Trutnov.
V lednu 1990 zasedl v rámci procesu kooptací do Federálního shromáždění po sametové revoluci do Sněmovny lidu (volební obvod č. 80 – Dvůr Králové nad Labem, Východočeský kraj) jako poslanec za ČSL. Ve Federálním shromáždění setrval do svobodných voleb roku 1990. Znovu se do nejvyššího zákonodárného sboru vrátil v únoru 1992, kdy jako náhradník nastoupil do Sněmovny lidu, nyní jako poslanec za KDU-ČSL. V parlamentu pak zasedal v klubu LDS-KDS. Setrval zde do voleb roku 1992.
Později v 90. letech se Miroslav Téra uvádí jako náměstek ministra financí a člen Občanské demokratické aliance. V roce 1995 hrál roli v aféře ODA okolo půjčky ve výši 52 milionů Kčs, kterou si ODA vzala před volbami u velkých bank. Tato pohledávka byla pak převedena na firmu Marklap. Právě Téra byl zmiňován jako osoba, která zařídila autorský posudek firmě Marklap, jenž pomohl navýšit základní jmění společnosti o 52 milionů korun. V letech 1995-1999 se Ing. Miroslav Téra zmiňuje coby generální ředitel firmy Unipetrol.